# 에어로 몽골리아

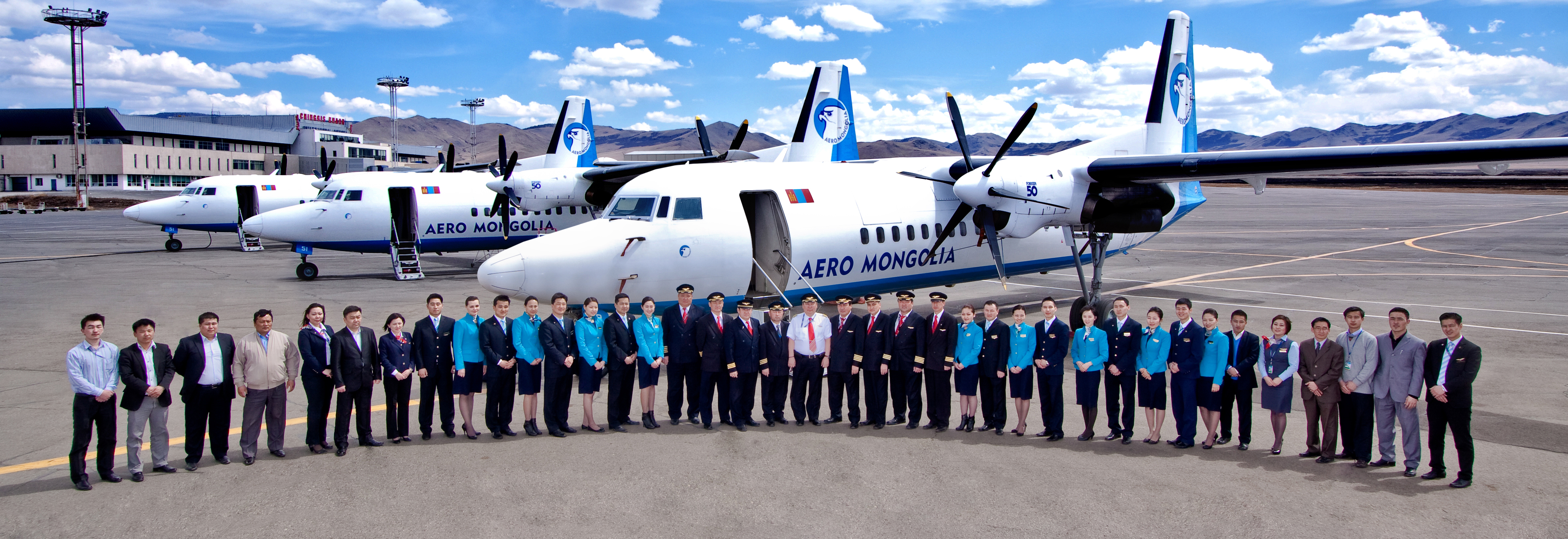
에어로 몽골리아의 승무원들

에어로 몽골리아(영어: Aero Mongolia)는 몽골의 항공사로 허브공항으로는 칭기즈 칸 국제공항이 있다.

## 운항 노선
- 2019년 9월 기준으로 에어로 몽골리아 다음과 같이 운항하고 있다.

## 보유 기종
- 2019년 9월 기준으로 에어로 몽골리아는 다음과 같이 보유하고 있다.

### 퇴역 기종
- 4 포커 50
- 2 포커 100 (2005-2011)

## 같이 보기
- 몽골의 항공사 목록